# 中朱巴州
中朱巴州是索馬里南部的一個州，東臨印度洋。朱巴河在中部流過。面積9,836平方公里。首府布阿萊。